# Osterfeld (Allendorf)
Osterfeld ist ein Ortsteil der Gemeinde Allendorf (Eder) im Landkreis Waldeck-Frankenberg, Hessen. Der Ort gehört zur Gemarkung von Allendorf und ist seit 1999 ein eigener Ortsteil.

## Geografische Lage
Osterfeld liegt nördlich von Allendorf und ist von Wald umgeben. Westlich am Ort vorbei verläuft die Bundesstraße 236 von Nord nach Süd. Der Ort liegt an der Bahnstrecke Nuttlar–Frankenberg.

## Geschichte
Die Entstehungsgeschichte des Ortes Osterfeld und des nur wenige Kilometer entfernten Weilers Neuludwigsdorf (auch Pfütze genannt) sind eng miteinander verknüpft. Bereits im Oktober 1773 hatte der hessische Landgraf Ludwig IX. sechs Familien aus dem benachbarten Bromskirchen signalisiert, dass sie auf der sogenannten Pfütze eine Siedlung errichten dürfen. Daraufhin stellten im Januar 1774 die drei Allendörfer Johannes Wickenhöfer, Alexander Bende und Johannes Pauli jun. einen Antrag beim Landgrafen mit der Bitte, ihnen auf dem in der Gemarkung Allendorf liegenden Osterfeld 120 Morgen Land als Erbleihgut zu geben und dort ihre eigenen Häuser errichten zu dürfen.
Das Vorhaben stieß jedoch auf erbitterten Widerstand der Gemeinde Allendorf und der Allendörfer Bauern, der bis hin zur persönlichen Diffamierung der Siedler und ihrer Familien reichte. Im Gegensatz zur Neuludwigsdorfer Fläche (die vorwiegend als Viehweide diente), wurde auf dem Osterfeld vor der Besiedlung auch Feldwirtschaft durch die Allendörfer Bevölkerung betrieben. Der Feldanbau geschah jedoch (unbemerkt oder still geduldet) ohne die Abgabe von Pachtzinsen und bewegte sich dadurch jahrzehntelang am Rande der Illegalität. Durch die Besiedlung und Vererbpachtung sahen sich die Menschen in Allendorf daher eines Teils ihrer Existenz beraubt. 
Die landgräfliche Verwaltung befürwortete das Projekt jedoch, was nicht zuletzt daran lag, dass die Forstverwaltung – Jahrzehnte verlorener Pachtzinsen vor Augen habend – in der zukünftigen Erbpacht eine solide Einnahmequelle sah. Die Besiedlung entsprach aber auch dem Prinzip des Landgrafen, der die Anlage neuer Ortschaften als Mittel gegen drohende Auswanderungen und Hungersnöte unterstützte.
Als eine der letzten Ortschaften in der nähren Umgebung erhielt Osterfeld im Jahr 1952 einen Anschluss an das elektrische Stromnetz.

## Politik
Ortsvorsteher und Vorsitzender des fünfköpfigen Ortsbeirates ist Hans-Joachim Born von der LOB (Liste Osterfelder Bürger). (Stand: Juni 2021)